# 4e Europese Filmprijzen
De 4e uitreiking van de Europese Filmprijzen, waarbij prijzen werden uitgereikt in verschillende categorieën voor Europese films, vond plaats op 1 december 1991 in de Duitse stad Potsdam.

## Nominaties en winnaars

#### Beste film
- Riff-Raff – Ken Loach
  - Homo Faber – Volker Schlöndorff
  - Le petit criminel – Jacques Doillon

#### Beste film – jonge filmmakers
- Toto le Héros – Jaco Van Dormael
  - Delicatessen – Marc Caro & Jean-Pierre Jeunet
  - Ultrà – Ricky Tognazzi

#### Beste acteur
- Michel Bouquet – Toto le Héros
  - Richard Anconina – Le petit criminel
  - Claudio Amendola – Ultrà

#### Beste actrice
- Clotilde Courau – Le petit criminel
  - Sigríður Hagalín – Children of Nature
  - Julie Delpy – Homo Faber

#### Beste acteur in een bijrol
- Ricky Memphis – Ultrà
  - Ricky Tomlinson – Riff Raff
  - Zbigniew Zamachowski – Ucieczka z kina "Wolnosc

#### Beste actrice in een bijrol
- Marta Keler – Virdzina
  - Barbara Sukowa – Homo Faber
  - Sandrine Blancke – Toto le Héros

#### Beste scenario
- Toto le Héros – Jaco Van Dormael

#### Beste cinematografie
- Toto le Héros – Walther Vanden Ende

#### Beste montage
- Ultrà – Carla Simoncelli

#### Beste decor en kostuums
- Delicatessen

#### Beste soundtrack
- Children of Nature – Hilmar Örn Hilmarsson

#### Beste documentaire
- Uslyszcie mój krzyk

#### Life Achievement Award
- Alexandre Trauner